# Johannes Schubel
Johannes Schubel (* 17. Dezember 1904 in Zechin, Kreis Lebus; † 4. Dezember 1950 in Greifswald) war ein deutscher HNO-Arzt und Hochschullehrer.

## Leben
Als Sohn des Zechiner Pfarrers verbrachte Schubel seine Kindheit und Jugend in Beyersdorf, Landkreis Landsberg (Warthe). Nach Beendigung seiner Schulzeit in Landsberg an der Warthe besuchte er das Albrecht Daniel Thaer-Institut für Agrar- und Gartenbauwissenschaften in Berlin-Dahlem. Er änderte seine Berufsabsichten und studierte an der Preußischen Universität zu Greifswald Medizin. Mit einer Doktorarbeit bei Friedrich Pels Leusden wurde er 1931 zum Dr. med. promoviert. Nach einiger Zeit in der Pathologie der Universität zu Köln begann er am 1. April 1933 die Ausbildung in Hals-Nasen-Ohren-Heilkunde bei Alfred Linck in  Greifswald. Im September 1934 heiratete er Anne Lise Schubel geb. Kammradt. Aus der Ehe gingen bis 1943 fünf Kinder hervor, darunter der habilitierte Herzchirurg Berndt Schubel (* 1937). Bereits 1935 zum Oberarzt ernannt, war Schubel ab 1936 maßgeblich am Neuaufbau der Ohrenklinik beteiligt. 1936 war sie in die (bis 2015/16 genutzten) Gebäude an der Walther-Rathenau-Straße verlegt worden. Als Linck im Mai 1939 gestorben war, hatte Schubel wachsende Verantwortung in der Klinikleitung zu tragen. Lincks Nachfolger Alexander Herrmann war (durch den Krieg) monatelang abwesend; aber Schubel konnte sich 1942 bei ihm habilitieren. 1943 wurde er zum Dozenten für Hals-Nasen-Ohren-Heilkunde ernannt. Als Herrmann in der Nachkriegszeit nach Mainz ging und nicht nach Greifswald zurückkehrte, sicherte Schubel den Fortbestand der Klinik. Offiziell konnte er diese Tätigkeit zum Wintersemester 1947 wieder aufnehmen. Er wurde im Oktober 1949 zum Direktor der Ohrenklinik ernannt und am 1. Oktober 1950 – zwei Monate vor seinem Tod – als Professor mit vollem Lehrauftrag berufen. Seine wichtigsten Publikationen beziehen sich auf das Ösophagusdivertikel. Kurz vor seinem 46. Geburtstag erlag er einem Hodgkin-Lymphom. Damals konnten die Lymphome noch nicht wirksam behandelt werden. Schubel war ein „hochbegabter Klavierspieler“.